# Колесо (игровой манипулятор)

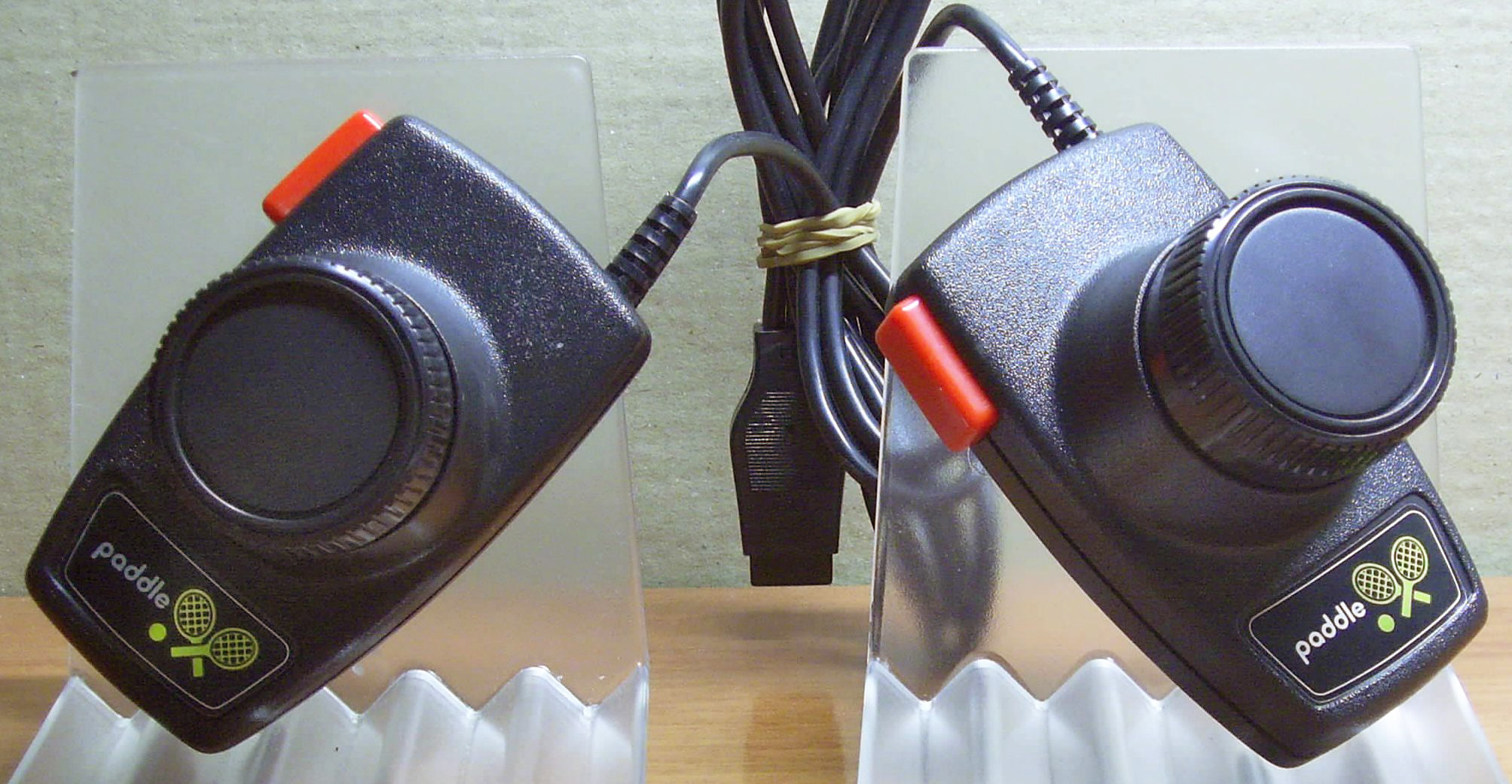

Колесо (англ. Paddle) — аналоговый игровой контроллер, использовавшийся в ранних видеоигровых системах, таких, как Pong. Представляет собой пластиковый корпус с установленным внутри него переменным резистором, снабжённым декоративной ручкой. Управление игрой осуществляется с помощью поворота ручки. Таким образом, можно перемещать объект на экране по одной оси (в двух направлениях) — к примеру, ракетку в теннисе. Может также иметь кнопки для совершения каких-то дополнительных действий.
Подобные контроллеры использовались в 1970-х годах и практически исчезли к середине 1980-х, будучи вытеснены более удобными джойстиками.
В Советском Союзе поставлялись в комплекте с компьютерными классами «Агат» (аналог Apple II) под названием «аналоговый пульт», а также в комплекте отечественных игровых систем Pong-типа.